# Galles Racing
Galles Racing – były amerykański zespół wyścigowy, założony w 1980 roku przez Ricka Gallesa. W historii startów ekipa pojawiała się w stawce Can-Am, CART Indy Car World Series, Indy Racing League oraz Indianapolis 500.

## Kierowcy

### CART
- Geoff Brabham (1985-1987)
- Pancho Carter (1984-1986)
- Kevin Cogan (1993)
- Dick Ferguson (1980)
- Adrián Fernández (1993-1995)
- Tom Gloy (1984)
- Marco Greco (1995)
- Davy Jones (1996)
- Eddie Lawson (1996)
- Jeff MacPherson (1987)
- Roberto Moreno (1985-1986)
- Bobby Rahal (1990-1991)
- Danny Sullivan (1992-1993)
- Al Unser Jr. (1983-1984, 1988-1993)

### IRL
- Didier André (2001)
- Kenny Bräck (1997)
- Marco Greco (1997)
- Davey Hamilton (1999)
- Davy Jones (1996)
- Casey Mears (2001)
- Al Unser Jr. (2000-2001)
- Jeff Ward (1997)